# Mirta Arlt
Electra Mirta Arlt (Córdoba, 25 de enero de 1923 - Buenos Aires, 12 de noviembre de 2014) fue una escritora, traductora, profesora, guionista e investigadora argentina, especializada en teatro, hija del escritor Roberto Arlt.

## Primeros años
Mirta Arlt nació en Córdoba, hija del escritor argentino Roberto Arlt y de Carmen Antinucci. Contrajo matrimonio en dos ocasiones, primero a los quince años de edad y luego a los dieciocho.

## Carrera
Arlt se recibió de Traductora Nacional de Inglés en 1948 y de Profesora de Lengua y Literatura por la Universidad Nacional de Córdoba al año siguiente. Trabajó como profesora en varias universidades nacionales, entre las que se incluyen la Universidad de Buenos Aires y la Universidad de Lomas de Zamora. 
 Escribió numerosos trabajos y libros, entre los que se incluyen una novela (El sobreviviente, de 1973, por la que fue premiada), numerosos ensayos sobre la obra de su padre y los prólogos a varias de sus obras, como Los siete locos, 300 millones y La juerga de los polichinelas y El desierto entra a la ciudad, entre otros.
Como guionista, Arlt trabajó en las adaptaciones cinematográficas de dos obras de su padre, como guionista y editora: Los siete locos, de 1973, y El juguete rabioso, de 1984.

## Fallecimiento
Mirta Arlt falleció el 12 de noviembre de 2014, a los 91 años de edad, a causa de un infarto. Sus restos fueron sepultados en el Cementerio de la Chacarita.

## Obras selectas
Arlt escribió varias obras a lo largo de su carrera, entre las que se destacan:
- El teatro como fenómeno colectivo (1967)[6]
- El sobreviviente (1973; novela)[7]
- Prólogos a la obra de mi padre (1985)[4]
- Para leer a Roberto Arlt (1984; en colaboración con Omar Borré)[4]
- La verdadera historia del pañuelito blanco y Antígona (1994)

## Premios
Los premios más importantes que obtuvo durante su carrera son:
- Premio Municipal de Novela por El sobreviviente (1970)[3]
- Premio Raúl Doblas, entregado por Argentores (1971)[3]